# Nyctalus leisleri
La nottola minore (Nyctalus leisleri  Kuhl, 1817) è un pipistrello della famiglia dei Vespertilionidi diffuso nell'Ecozona paleartica.

## Descrizione

### Dimensioni
Pipistrello di piccole dimensioni, con la lunghezza della testa e del corpo tra 62 e 72 mm, la lunghezza dell'avambraccio tra 38 e 47 mm, la lunghezza della coda tra 31 e 48 mm, la lunghezza del piede tra 6 e 10 mm, la lunghezza delle orecchie tra 7 e 16 mm, un'apertura alare fino a 34 cm e un peso fino a 20 g.

### Aspetto
La pelliccia è lunga, soffice, lucida, densa e si estende sulle ali fino all'altezza dei gomiti e delle ginocchia. Le parti dorsali sono bruno dorate con la base dei peli scura, mentre le parti ventrali sono giallastre con la base dei peli scura. Il muso è marrone scuro, largo, con due masse ghiandolari ai lati e con le narici proiettate in avanti e verso l'esterno, separate tra loro da un solco profondo. Le orecchie sono corte, triangolari e ben separate, con l'estremità arrotondata, 4-5 pieghe sul margine posteriore e l'antitrago basso e lungo che si estende in avanti fino all'angolo posteriore della bocca. Il trago è molto corto e con l'estremità arrotondata. Le membrane alari sono lunghe, sottili, marroni scure e attaccate posteriormente sulle caviglie. La punta della coda si estende leggermente oltre l'ampio uropatagio, il quale è ricoperto di peli alla base. Il calcar è lungo e con una carenatura formata da una struttura cartilaginea a forma di T. La sottospecie N.l.verrucosus è più piccola. Il cariotipo è 2n=46 FNa=50.

### Ecolocazione
Emette ultrasuoni a basso ciclo di laro sotto forma di impulsi di breve durata a frequenza modulata iniziale di 70 kHz e finale di 26 kHz.

## Biologia

### Comportamento
In estate si rifugia nelle cavità degli alberi e nelle bat-boxes, negli interstizi e fessure degli edifici dove forma colonie di qualche decina o centinaia di individui spesso insieme ad altri pipistrelli come la nottola comune, la nottola gigante, il vespertilio di Bechstein, il vespertilio di Daubenton e il pipistrello nano. Forma vivai di 20-50 femmine, sebbene sia stata osservata in Irlanda una colonia di 800-1.000 individui, i maschi tendono ad essere solitari e nei mesi estivi precedenti alle stagioni degli amori fissano dei territori, dove formeranno un harem con fino a 9 femmine e li difendono dagli altri contendenti. In inverno tende a preferire ricoveri all'interno di fabbricati dove entra in ibernazione da settembre od ottobre fino a marzo od aprile. L'attività predatoria inizia al crepuscolo, 10-40 minuti dopo il tramonto, talvolta anche di giorno e spesso anche con cattivo tempo. Il volo è lento, irregolare ed effettuato a non oltre 15 metri dal suolo. Effettua migrazioni fino a 1.567 km particolarmente dalla parte nord-orientale del suo areale verso quella sud-occidentale.

### Alimentazione
Si nutre di insetti catturati in volo, particolarmente ditteri, lepidotteri e tricotteri e in misura minore di efemerotteri, neurotteri, emitteri, imenotteri, coleotteri, sopra la folta dei boschi, lungo i loro margini, nelle radure, sopra specchi d'acqua, lungo le strade ed intorno ai lampioni. 

### Riproduzione
Danno alla luce due piccoli alla volta nel mese di giugno. Gli accoppiamenti avvengono tra la fine di luglio e settembre od ottobre. Le femmine raggiungono la maturità sessuale già al primo anno di vita.  L'aspettativa di vita è fino a 9 anni.

## Distribuzione e habitat
Questa specie è diffusa in Europa dalla Penisola Iberica fino agli Urali e al Caucaso, in Africa settentrionale e in Asia dall'Iran settentrionale fino al Pakistan settentrionale e all'India nord-occidentale. È inoltre presente sull'isola di Tenerife nelle Canarie e con una piccola sottospecie endemica sull'isola di Madeira. In Italia è presente fino al Lazio ed alla Puglia e in Sardegna.
Vive nei boschi e in ambienti urbani fino a 2.400 metri di altitudine.

## Tassonomia
Sono state riconosciute 2 sottospecie:
- N.l.leisleri: Portogallo, Spagna, Francia, Corsica, Belgio, Paesi Bassi, Lussemburgo, Gran Bretagna, Irlanda, Svizzera, Italia, Liechtenstein, Austria, Germania, Polonia, Repubblica Ceca, Slovacchia, Ungheria, Slovenia, Bosnia ed Erzegovina, Croazia, Montenegro, Macedonia, Serbia, Albania, Grecia, Bulgaria, Romania, Moldavia, Ucraina, Bielorussia, Lituania, Lettonia, Svezia meridionale, Anatolia settentrionale e centro-meridionale, Armenia, Azerbaigian, Georgia, Russia sud-occidentale, Iran settentrionale e centro-meridionale, Kazakistan occidentale, Afghanistan nord-orientale, Pakistan settentrionale, India settentrionale, Marocco nord-orientale, Algeria settentrionale, Libia orientale, isola di Tenerife;
- N.l.verrucosus (Bowditch, 1825): isola di Madeira.

## Conservazione
La IUCN Red List, considerato il vasto areale e l'abbondanza, classifica N.leisleri come specie a rischio minimo (Least Concern)).